# Virginio Zucchi
Virginio Zucchi (Varese, 16 gennaio 1932) è un ex cestista italiano.

## Carriera
Ha giocato per la squadra della sua città natale negli anni cinquanta, venendo convocato nel 1953 in Nazionale.